# Ormosia hynesi
Ormosia hynesi là một loài ruồi trong họ Limoniidae. Chúng phân bố ở miền Tân bắc.